# گل‌خانه (افغانستان)
گل‌خانه یک روستا و منطقهٔ مسکونی در افغانستان است که در ولایت بامیان واقع شده‌است.